# Uzzano
Uzzano est une commune de la province de Pistoia, dans la région Toscane, en Italie.

## Géographie

Localisation de la commune d'Uzzano à l'intérieur de la province de Pistoia.

## Administration
| Période                                  | Période  | Identité               | Étiquette       | Qualité |
| ---------------------------------------- | -------- | ---------------------- | --------------- | ------- |
| 2004                                     | 2009     | Rossella Pappalardo    | Centro-Sinistra |         |
| 2009                                     | 2010     | Vittorio De Cristofaro |                 |         |
| 2010                                     | En cours | Riccardo Franchi       | Centro-Sinistra |         |
| Les données manquantes sont à compléter. |          |                        |                 |         |

### Hameaux
Fornaci, Forone, Molinaccio, La Costa, Sant'Allucio, Santa Lucia, Torricchio.

### Communes limitrophes
Buggiano, Chiesina Uzzanese, Pescia, Ponte Buggianese.